# لکسی پریسمن
لکسی پریسمن (به انگلیسی: Lexie Priessman) ژیمناست زادهٔ ۲۳ ژانویهٔ ۱۹۹۷ میلادی اهل کشور ایالات متحده آمریکا است.